# Elodes dubia
Elodes dubia is een keversoort uit de familie moerasweekschilden (Scirtidae). De wetenschappelijke naam van de soort werd in 1972 gepubliceerd door Bernard Klausnitzer.